# Kahina Bahloul

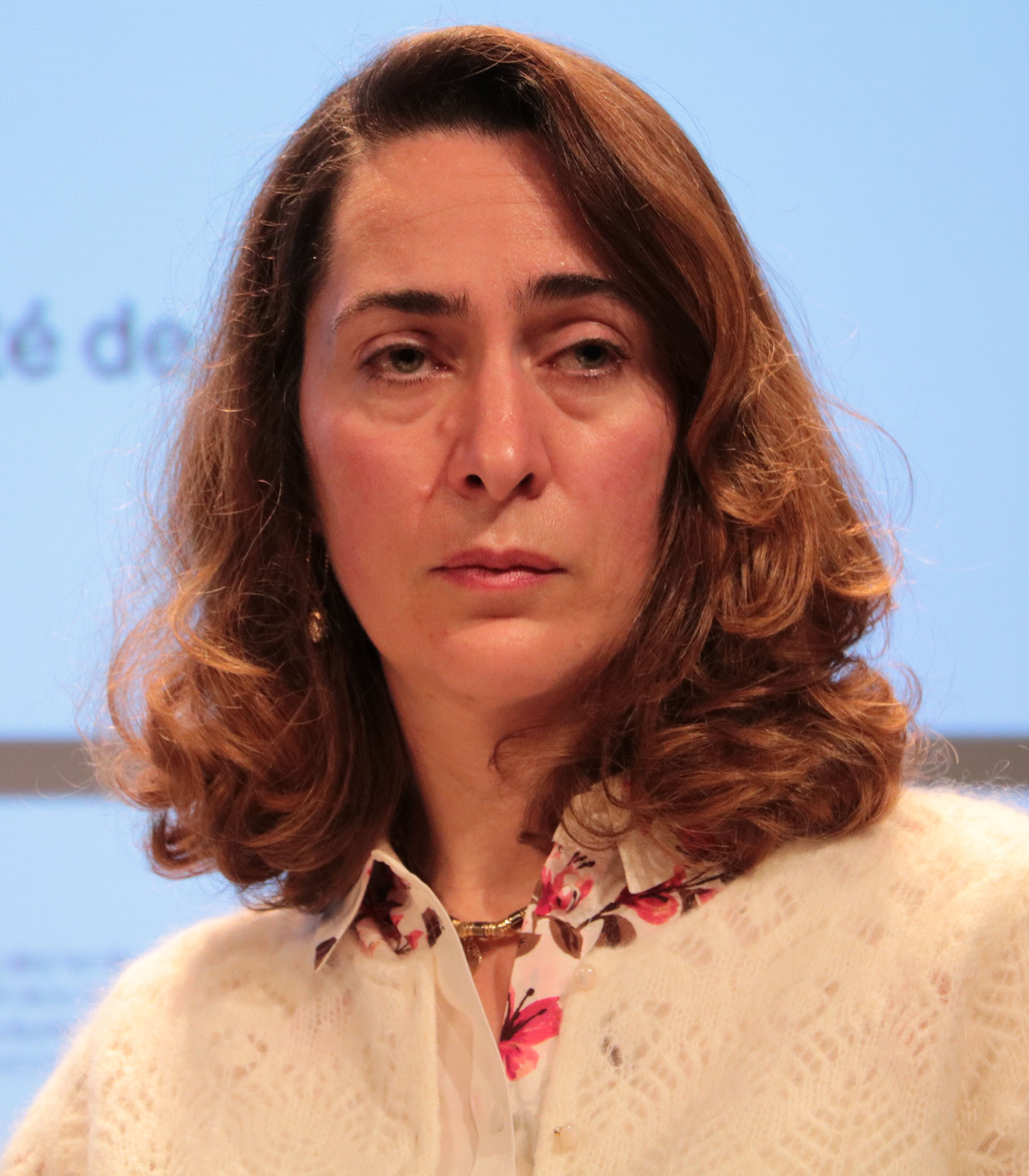
Kahina Bahloul nel 2021

Kahina Bahloul (Parigi, 5 marzo 1979) è un'imam francese.

## Biografia
Kahina Bahloul nasce a Parigi da padre berbero algerino, membro di una famiglia marabuttica discendente di Sidi Bahloul, e da madre francese, a sua volta di madre ebrea polacca e di padre cattolico francese. Cresce in Algeria, presso Béjaïa, conseguendo gli studi in giurisprudenza e vivendo la guerra civile. Tornata in Francia nel 2003, lavora nel settore assicurativo.
La morte del padre la porta ad approfondire il legame con la sua religione e con il sufismo, venendo coinvolta in varie attività di sensibilità sufi. Consegue un master in islamistica all'École pratique des hautes études e un dottorato sulla filosofia di Ibn Arabi. In seguito all'attentato alla sede di Charlie Hebdo avvia l'iniziativa Parle-moi d'islam, prendendo parte a iniziative concernenti il dialogo interreligioso, il sufismo e il ruolo della donna, insieme alla rabbina Pauline Bebe e a Padre Antoine Guggenheim, direttore del Collège des Bernardins. Nel 2016 prende parte alla fondazione de La Maison de la paix a Parigi, insieme all'imam norvegese Annika Skattum e all'irachena Fawzia Al-Rawi. Bahloul è esponente dell'islam liberale e le sue posizioni prendono ispirazione da quelle dell'imam danese Sherin Khankan e della femminista islamica statunitense Amina Wadud. Secondo Bahloul il sufismo abolisce le barriere di genere.
Kahina Bahloul si è proclamata imam nella primavera del 2019, fondando una congregazione. Il primo rito officiato da Bahloul è stato un funerale a Parigi. La congregazione è stata fortemente criticata dalla comunità musulmana francese, che cita l'inesperienza di Bahloul, non riconoscendone la legittimità come imam. Bahloul ha ricevuto numerosi attacchi e minacce di morte da parte di alcuni suoi detrattori. Nel 2019 collabora con il filosofo neomutazila Faker Korchane per fondare la moschea islamica liberale Fatima, consistente in una sala comune aperta sia per le donne che per gli uomini, con sermoni esclusivamente in lingua francese e senza obbligo di indossare il hijab. La prima preghiera è stata condotta da Bahloul in un locale a Parigi e ha visto la partecipazione di ventidue persone. Bahloul è considerata la prima imam donna francese.

## Opere
- Mon islam, ma liberté (2021)